# Filisparsa profunda
Filisparsa profunda är en mossdjursart som beskrevs av Harmelin och Jean-Loup d'Hondt 1982. Filisparsa profunda ingår i släktet Filisparsa och familjen Oncousoeciidae. Inga underarter finns listade i Catalogue of Life.